# 56 г. пр.н.е.
56 (петдесет и шеста) година преди новата ера (пр.н.е.) е година от доюлианския (Помпилийски) римски календар.

## Събития

### В Римската република
- Консули на републиката са Гней Корнелий Лентул Марцелин и Луций Марций Филип.
- Пролет – Александър, син на юдейския цар Аристобул II, вдига въстание в Юдея, което е потушено от управителя на Сирия Авъл Габиний. Сенатът отказва триумф на Габиний за победата му.[1]
- Април – на път за Сардиния, Гней Помпей се среща с Юлий Цезар и Марк Крас в Лука. Тримата потвърждават съществуващия между тях триумвират и се съгласяват да действат за удължаване на командването на Цезар в Галия и за назначаването на Помпей и Крас за консули през следващата година, преди двамата на свой ред да получат командване в провинциите.[2]
- Галски войни:
  - Флотът на Цезар, под ръководството на Децим Брут, побеждава Венетите в битка край брега на Арморика. Племето капитулира, а Цезар екзекутира старейшините и продава мъжете в робство като предупреждение срещу другите племена, които биха въстанали.[3]
  - Публий Крас покорява Аквитания и разширява римската власт до Пиренеите.[3]

## Починали
- Лукул, римски политик и консул през 74 г. пр.н.е. (роден ок. 118 г. пр.н.е.)
- Марк Теренций Варон Лукул, римски политик и военачалник (роден ок. 116 г. пр.н.е.)
- Луций Корнелий Лентул Нигер, римски сенатор
- Филип II Филоромей, владетел от династията на Селевкидите (роден ок. 95 г. пр.н.е.)